# Chaka Khan/Diskografie
Diese Diskografie ist eine Übersicht über die musikalischen Werke der US-amerikanischen Soul- und Popsängerin Chaka Khan. Den Schallplattenauszeichnungen zufolge hat sie bisher mehr als 12,9 Millionen Tonträger verkauft, davon alleine in ihrer Heimat über 10,5 Millionen. Ihre erfolgreichste Veröffentlichung ist das Album I Feel for You mit über 1,2 Millionen verkauften Einheiten.

## Alben

### Studioalben
| Jahr | Titel Musiklabel Katalog-Nr.          | Höchstplatzierung, Gesamtwochen, AuszeichnungChartplatzierungen (Jahr, Titel, Musiklabel Katalog-Nr., Platzierungen, Wochen, Auszeichnungen, Anmerkungen) | Höchstplatzierung, Gesamtwochen, AuszeichnungChartplatzierungen (Jahr, Titel, Musiklabel Katalog-Nr., Platzierungen, Wochen, Auszeichnungen, Anmerkungen) | Höchstplatzierung, Gesamtwochen, AuszeichnungChartplatzierungen (Jahr, Titel, Musiklabel Katalog-Nr., Platzierungen, Wochen, Auszeichnungen, Anmerkungen) | Höchstplatzierung, Gesamtwochen, AuszeichnungChartplatzierungen (Jahr, Titel, Musiklabel Katalog-Nr., Platzierungen, Wochen, Auszeichnungen, Anmerkungen) | Höchstplatzierung, Gesamtwochen, AuszeichnungChartplatzierungen (Jahr, Titel, Musiklabel Katalog-Nr., Platzierungen, Wochen, Auszeichnungen, Anmerkungen) | Höchstplatzierung, Gesamtwochen, AuszeichnungChartplatzierungen (Jahr, Titel, Musiklabel Katalog-Nr., Platzierungen, Wochen, Auszeichnungen, Anmerkungen) | Anmerkungen |
| Jahr | Titel Musiklabel Katalog-Nr.          | DE | AT | CH | UK | US | R&B | Anmerkungen |
| ---- | ------------------------------------- | --- | --- | --- | --- | --- | --- | --- |
| 1973 | Rufus ABC 783                         | — | — | — | — | US175 Gold · (6 Wo.)US | R&B44 (10 Wo.)R&B | Erstveröffentlichung: Juni 1973 Rufus feat. Chaka Khan Produzent: Bob Monaco                                                      |
| 1974 | Rags to Rufus ABC 809                 | — | — | — | — | US4 Gold · (30 Wo.)US | R&B4 (37 Wo.)R&B | Erstveröffentlichung: Juni 1974 Rufus feat. Chaka Khan Produzenten: Bob Monaco, Rufus                                             |
| 1975 | Rufusized ABC 837                     | — | — | — | UK48 (2 Wo.)UK | US7 Gold · (24 Wo.)US | R&B2 (30 Wo.)R&B | Erstveröffentlichung: Dezember 1974 Rufus feat. Chaka Khan Produzent: Bob Monaco                                                  |
| 1975 | Rufus Featuring Chaka Khan ABC 909    | — | — | — | — | US7 Gold · (32 Wo.)US | R&B1 (31 Wo.)R&B | Erstveröffentlichung: November 1975 Rufus feat. Chaka Khan Produzenten: Rufus                                                     |
| 1977 | Ask Rufus ABC 975                     | — | — | — | — | US12 Platin · (25 Wo.)US | R&B1 (27 Wo.)R&B | Erstveröffentlichung: April 1977 Rufus feat. Chaka Khan Produzenten: Rufus                                                        |
| 1978 | Street Player ABC 1049                | — | — | — | — | US14 Gold · (26 Wo.)US | R&B1 (27 Wo.)R&B | Erstveröffentlichung: Januar 1978 mit Rufus Produzenten: Roy Halee, Rufus                                                         |
| 1978 | Chaka Warner 3245                     | — | — | — | — | US12 Gold · (21 Wo.)US | R&B2 (22 Wo.)R&B | Erstveröffentlichung: Oktober 1978 Produzent: Arif Mardin                                                                         |
| 1979 | Masterjam MCA 5103                    | — | — | — | — | US14 Gold · (26 Wo.)US | R&B1 (28 Wo.)R&B | Erstveröffentlichung: November 1979 mit Rufus Produzent: Quincy Jones                                                             |
| 1980 | Naughty Warner 3385                   | — | — | — | — | US43 (16 Wo.)US | R&B6 (23 Wo.)R&B | Erstveröffentlichung: Juni 1980 Produzent: Arif Mardin                                                                            |
| 1981 | Camouflage MCA 5270                   | — | — | — | — | US98 (14 Wo.)US | R&B15 (16 Wo.)R&B | Erstveröffentlichung: Oktober 1981 mit Rufus Produzenten: Rufus                                                                   |
| 1981 | What Cha’ Gonna Do for Me Warner 3526 | — | — | — | — | US17 Gold · (18 Wo.)US | R&B3 (23 Wo.)R&B | Erstveröffentlichung: April 1981 Produzent: Arif Mardin                                                                           |
| 1982 | Echoes of an Era Elektra 60021        | — | — | — | — | US105 (11 Wo.)US | — | Erstveröffentlichung: 1982 mit Joe Henderson, Chick Corea, Stanley Clarke, Lenny White und Freddie Hubbard Produzent: Lenny White |
| 1982 | Chaka Khan Warner 23729               | — | — | — | — | US52 (18 Wo.)US | R&B5 (24 Wo.)R&B | Erstveröffentlichung: Dezember 1982 Grammy (R&B Vocal Female) Produzent: Arif Mardin                                              |
| 1984 | I Feel for You Warner 25162           | DE17 (16 Wo.)DE | — | CH14 (11 Wo.)CH | UK15 Gold · (22 Wo.)UK | US14 Platin · (49 Wo.)US | R&B4 (47 Wo.)R&B | Erstveröffentlichung: Oktober 1984 Produzenten: Arif Mardin, Russ Titelman, David Foster                                          |
| 1986 | Destiny Warner 25425                  | DE50 (5 Wo.)DE | — | CH26 (3 Wo.)CH | UK77 (2 Wo.)UK | US67 (12 Wo.)US | R&B24 (17 Wo.)R&B | Erstveröffentlichung: August 1986 Produzenten: Arif Mardin, Russ Titelman                                                         |
| 1988 | C. K. Warner 25707                    | — | — | — | — | US125 (12 Wo.)US | R&B17 (28 Wo.)R&B | Erstveröffentlichung: Dezember 1988 Produzenten: Russ Titelman, Prince                                                            |
| 1992 | The Woman I Am Warner 26296           | — | — | — | — | US92 (9 Wo.)US | R&B9 (31 Wo.)R&B | Erstveröffentlichung: April 1992 Grammy (R&B Vocal Female) Produzenten: Marcus Miller, Ralf Zang, Arif Mardin                     |
| 1998 | Come 2 My House NPG 9281              | — | — | — | — | — | R&B49 (15 Wo.)R&B | Erstveröffentlichung: Oktober 1998 Produzenten: Chaka Khan, The Artist Formerly Known as Prince                                   |
| 2004 | Classikhan AGU 06076-87524-2          | — | — | — | — | US42 (5 Wo.)US | — | Erstveröffentlichung: Oktober 2004 feat. London Symphony Orchestra Produzenten: Chaka Khan, Eve Nelson                            |
| 2007 | Funk This Burgundy 88697 09022 2      | — | — | — | — | US15 (8 Wo.)US | R&B5 (35 Wo.)R&B | Erstveröffentlichung: Oktober 2007 Produzenten: James Wright, Jimmy Jam und Terry Lewis                                           |
| 2019 | Hello Happiness Diary, Island         | — | — | CH32 (2 Wo.)CH | UK18 (1 Wo.)UK | — | — | Erstveröffentlichung: 15. Februar 2019                                                                                            |

grau schraffiert: keine Chartdaten aus diesem Jahr verfügbar
Weitere Studioalben
- 1991: Frank Nimsgern Featuring Chaka Khan & Billy Cobham (mit Frank Nimsgern und Billy Cobham)

### Livealben
| Jahr | Titel Musiklabel Katalog-Nr.                | Höchstplatzierung, Gesamtwochen, AuszeichnungChartplatzierungen (Jahr, Titel, Musiklabel Katalog-Nr., Platzierungen, Wochen, Auszeichnungen, Anmerkungen) | Höchstplatzierung, Gesamtwochen, AuszeichnungChartplatzierungen (Jahr, Titel, Musiklabel Katalog-Nr., Platzierungen, Wochen, Auszeichnungen, Anmerkungen) | Höchstplatzierung, Gesamtwochen, AuszeichnungChartplatzierungen (Jahr, Titel, Musiklabel Katalog-Nr., Platzierungen, Wochen, Auszeichnungen, Anmerkungen) | Höchstplatzierung, Gesamtwochen, AuszeichnungChartplatzierungen (Jahr, Titel, Musiklabel Katalog-Nr., Platzierungen, Wochen, Auszeichnungen, Anmerkungen) | Höchstplatzierung, Gesamtwochen, AuszeichnungChartplatzierungen (Jahr, Titel, Musiklabel Katalog-Nr., Platzierungen, Wochen, Auszeichnungen, Anmerkungen) | Höchstplatzierung, Gesamtwochen, AuszeichnungChartplatzierungen (Jahr, Titel, Musiklabel Katalog-Nr., Platzierungen, Wochen, Auszeichnungen, Anmerkungen) | Anmerkungen                                                                                               |
| Jahr | Titel Musiklabel Katalog-Nr.                | DE | AT | CH | UK | US | R&B | Anmerkungen                                                                                               |
| ---- | ------------------------------------------- | --- | --- | --- | --- | --- | --- | --- |
| 1983 | Live-stompin’ at the Savoy Warner 23679 (2) | — | — | — | UK64 (5 Wo.)UK | US50 (33 Wo.)US | R&B4 (31 Wo.)R&B | Erstveröffentlichung: August 1983 Aufnahme: Savoy Theatre New York, Februar 1982 Produzent: Russ Titelman |
| 2011 | S.O.U.L. Sony Music – 88697839092           | — | — | — | — | — | R&B45 (28 Wo.)R&B | Erstveröffentlichung: Februar 2011 Aufnahme: Live at The Performing Art Centre in Malibu, CA 2007         |

Weitere Livealben
- 2015: Soul Diva Chaka Live (15 FLAC-Files)
- 2020: Homecoming

### Kompilationen
| Jahr | Titel Musiklabel Katalog-Nr.                                  | Höchstplatzierung, Gesamtwochen, AuszeichnungChartplatzierungen (Jahr, Titel, Musiklabel Katalog-Nr., Platzierungen, Wochen, Auszeichnungen, Anmerkungen) | Höchstplatzierung, Gesamtwochen, AuszeichnungChartplatzierungen (Jahr, Titel, Musiklabel Katalog-Nr., Platzierungen, Wochen, Auszeichnungen, Anmerkungen) | Höchstplatzierung, Gesamtwochen, AuszeichnungChartplatzierungen (Jahr, Titel, Musiklabel Katalog-Nr., Platzierungen, Wochen, Auszeichnungen, Anmerkungen) | Höchstplatzierung, Gesamtwochen, AuszeichnungChartplatzierungen (Jahr, Titel, Musiklabel Katalog-Nr., Platzierungen, Wochen, Auszeichnungen, Anmerkungen) | Höchstplatzierung, Gesamtwochen, AuszeichnungChartplatzierungen (Jahr, Titel, Musiklabel Katalog-Nr., Platzierungen, Wochen, Auszeichnungen, Anmerkungen) | Höchstplatzierung, Gesamtwochen, AuszeichnungChartplatzierungen (Jahr, Titel, Musiklabel Katalog-Nr., Platzierungen, Wochen, Auszeichnungen, Anmerkungen) | Anmerkungen                         |
| Jahr | Titel Musiklabel Katalog-Nr.                                  | DE | AT | CH | UK | US | R&B | Anmerkungen                         |
| ---- | ------------------------------------------------------------- | --- | --- | --- | --- | --- | --- | ----------------------------------- |
| 1989 | Life Is a Dance – The Remix Project Warner 9 25946-2          | — | — | — | UK14 Gold · (15 Wo.)UK | — | — | Erstveröffentlichung: Mai 1989      |
| 1996 | Epiphany: The Best of Chaka Khan Volume One Reprise 9 45865-2 | — | — | — | UK— GoldUK | US84 Gold · (10 Wo.)US | R&B22 (21 Wo.)R&B | Erstveröffentlichung: November 1996 |
| 1999 | I’m Every Woman: The Best Of Warner                           | — | — | — | UK62 (2 Wo.)UK | — | — | Erstveröffentlichung: August 1999   |

Weitere Kompilationen
- 1982: The Very Best of Rufus & Chaka Khan (mit Rufus)
- 1984: Twelve Inches on Tape (mit Rufus)
- 1987: Perfect Fit
- 1993: The Remix Project
- 1997: Tell Me Something Good (mit Rufus)
- 1997: The Remix Collection
- 1997: Every Little Thing
- 1999: Dance Classics
- 2006: The Platinum Collection
- 2009: Original Album Series (Box mit 5 CDs)
- 2011: The Essential (2 CDs)

## Singles
| Jahr | Titel Album                                                     | Höchstplatzierung, Gesamtwochen, AuszeichnungChartplatzierungen (Jahr, Titel, Album, Platzierungen, Wochen, Auszeichnungen, Anmerkungen) | Höchstplatzierung, Gesamtwochen, AuszeichnungChartplatzierungen (Jahr, Titel, Album, Platzierungen, Wochen, Auszeichnungen, Anmerkungen) | Höchstplatzierung, Gesamtwochen, AuszeichnungChartplatzierungen (Jahr, Titel, Album, Platzierungen, Wochen, Auszeichnungen, Anmerkungen) | Höchstplatzierung, Gesamtwochen, AuszeichnungChartplatzierungen (Jahr, Titel, Album, Platzierungen, Wochen, Auszeichnungen, Anmerkungen) | Höchstplatzierung, Gesamtwochen, AuszeichnungChartplatzierungen (Jahr, Titel, Album, Platzierungen, Wochen, Auszeichnungen, Anmerkungen) | Höchstplatzierung, Gesamtwochen, AuszeichnungChartplatzierungen (Jahr, Titel, Album, Platzierungen, Wochen, Auszeichnungen, Anmerkungen) | Höchstplatzierung, Gesamtwochen, AuszeichnungChartplatzierungen (Jahr, Titel, Album, Platzierungen, Wochen, Auszeichnungen, Anmerkungen) | Anmerkungen | [↑]: gemeinsam behandelt mit vorhergehendem Eintrag; [←]: in beiden Charts platziert |
| Jahr | Titel Album                                                     | DE | AT | CH | UK | US | R&B | Dance | Anmerkungen |                                                                                      |
| ---- | --------------------------------------------------------------- | --- | --- | --- | --- | --- | --- | --- | --- | ------------------------------------------------------------------------------------ |
| 1974 | Tell Me Something Good Rags to Rufus                            | — | — | — | — | US3 Gold · (17 Wo.)US | R&B3 (19 Wo.)R&B | — | Erstveröffentlichung: Mai 1974 mit Rufus Grammy (R&B Vocal Group) Autor: Stevie Wonder                                                                            |                                                                                      |
| 1974 | You Got the Love Rags to Rufus                                  | — | — | — | — | US11 (16 Wo.)US | R&B1 (15 Wo.)R&B | — | Erstveröffentlichung: September 1974 mit Rufus Autoren: Chaka Khan, Ray Parker, Jr.                                                                               |                                                                                      |
| 1975 | Once You Get Started Rufusized                                  | — | — | — | — | US10 (13 Wo.)US | R&B4 (17 Wo.)R&B | Dance6 (5 Wo.)Dance | Erstveröffentlichung: Januar 1975 mit Rufus Autoren: Gavin Christopher, Tony Maiden                                                                               |                                                                                      |
| 1975 | Please Pardon Me (You Remind Me of a Friend) Rufusized          | — | — | — | — | US48 (6 Wo.)US | R&B6 (13 Wo.)R&B | — | Erstveröffentlichung: Mai 1975 mit Rufus Autoren: Brenda Gordon, Brian Russell                                                                                    |                                                                                      |
| 1975 | Sweet Thing Rufus Featuring Chaka Khan                          | — | — | — | — | US5 Gold · (21 Wo.)US | R&B1 (19 Wo.)R&B | — | Erstveröffentlichung: Dezember 1975 mit Rufus Autoren: Chaka Khan, Tony Maiden                                                                                    |                                                                                      |
| 1976 | Dance wit Me Rufus Featuring Chaka Khan                         | — | — | — | — | US39 (8 Wo.)US | R&B5 (13 Wo.)R&B | — | Erstveröffentlichung: April 1976 mit Rufus Autor: Gavin Christopher                                                                                               |                                                                                      |
| 1976 | Jive Talkin’ Rufus Featuring Chaka Khan                         | — | — | — | — | — | R&B35 (11 Wo.)R&B | — | Erstveröffentlichung: Juli 1976 mit Rufus Autoren: Barry Gibb, Maurice Gibb Original: Bee Gees, 1975                                                              |                                                                                      |
| 1977 | At Midnight (My Love Will Lift You Up) Ask Rufus                | — | — | — | — | US30 (12 Wo.)US | R&B1 (15 Wo.)R&B | Dance37 (1 Wo.)Dance | Erstveröffentlichung: Januar 1977 mit Rufus Autoren: Lalomie Washburn, Tony Maiden                                                                                |                                                                                      |
| 1977 | Hollywood Ask Rufus                                             | — | — | — | — | US32 (8 Wo.)US | R&B3 (12 Wo.)R&B | — | Erstveröffentlichung: April 1977 mit Rufus Autoren: Andre Fischer, David Wolinski                                                                                 |                                                                                      |
| 1977 | Everlasting Love Ask Rufus                                      | — | — | — | — | — | R&B17 (13 Wo.)R&B | — | Erstveröffentlichung: Juli 1977 mit Rufus Autoren: David Wolinski, Dennis Belfield, Kevin Murphy                                                                  |                                                                                      |
| 1978 | Stay Street Player                                              | — | — | — | — | US38 (11 Wo.)US | R&B3 (18 Wo.)R&B | — | Erstveröffentlichung: März 1978 mit Rufus Autoren: Danny Seraphine, David Wolinski                                                                                |                                                                                      |
| 1978 | Blue Love Street Player                                         | — | — | — | — | — | R&B34 (9 Wo.)R&B | — | Erstveröffentlichung: Juli 1978 mit Rufus Autoren: David Wolinski, Richard Calhoun                                                                                |                                                                                      |
| 1978 | I’m Every Woman Chaka                                           | — | — | — | UK11 Gold · (13 Wo.)UK | US21 Gold · (16 Wo.)US | R&B1 (20 Wo.)R&B | Dance30 (5 Wo.)Dance | Erstveröffentlichung: September 1978 Autoren: Nickolas Ashford, Valerie Simpson                                                                                   |                                                                                      |
| 1979 | Life Is a Dance Chaka                                           | — | — | — | — | — | R&B40 (8 Wo.)R&B | — | Erstveröffentlichung: Februar 1979 Autor: Gavin Christopher |                                                                                      |
| 1979 | Do You Love What You Feel Masterjam                             | — | — | — | — | US30 (15 Wo.)US | R&B1 (23 Wo.)R&B | Dance5 (24 Wo.)Dance | Erstveröffentlichung: Oktober 1979 mit Rufus Autor: David Wolinski                                                                                                |                                                                                      |
| 1980 | Any Love Masterjam                                              | — | — | — | — | — | R&B24 (10 Wo.)R&B[Dance: ↑] | Dance5 (24 Wo.)Dance | Erstveröffentlichung: Februar 1980 mit Rufus Autor: David Wolinski                                                                                                |                                                                                      |
| 1980 | Clouds Naughty                                                  | — | — | — | — | — | R&B10 (14 Wo.)R&B | Dance31 (18 Wo.)Dance | Erstveröffentlichung: März 1980 Autoren: Nickolas Ashford, Valerie Simpson                                                                                        |                                                                                      |
| 1980 | Papillon (aka Hot Butterfly) Naughty                            | — | — | — | — | — | R&B22 (14 Wo.)R&B[Dance: ↑] | Dance31 (18 Wo.)Dance | Erstveröffentlichung: April 1980 Autor: Gregg Diamond |                                                                                      |
| 1980 | I’m Dancing for Your Love Masterjam                             | — | — | — | — | — | R&B43 (8 Wo.)R&B | — | Erstveröffentlichung: Mai 1980 mit Rufus Autoren: David Wolinski, John Robinson, Patti Austin, Peggy Jones                                                        |                                                                                      |
| 1980 | Get Ready, Get Set Naughty                                      | — | — | — | — | — | R&B48 (7 Wo.)R&B | — | Erstveröffentlichung: Oktober 1980 Autoren: Art Jacobson, Bill Haberman, Ellison Chase, Kathy Anderson                                                            |                                                                                      |
| 1981 | What Cha’ Gonna Do for Me                                       | — | — | — | — | US53 (9 Wo.)US | R&B1 (20 Wo.)R&B | Dance22 (16 Wo.)Dance | Erstveröffentlichung: März 1981 Autoren: Hamish Stuart, Ned Doheny                                                                                                |                                                                                      |
| 1981 | I Know You, I Live You What Cha’ Gonna Do for Me                | — | — | — | — | — | —[Dance: ↑] | Dance22 (16 Wo.)Dance | Erstveröffentlichung: März 1981 Autoren: Arif Mardin, Chaka Khan                                                                                                  |                                                                                      |
| 1981 | We Can Work It Out What Cha’ Gonna Do for Me                    | — | — | — | — | — | R&B34 (8 Wo.)R&B[Dance: ↑] | Dance22 (16 Wo.)Dance | Erstveröffentlichung: Juni 1981 Autoren: Paul McCartney, John Lennon Original: The Beatles, 1965                                                                  |                                                                                      |
| 1981 | Any Old Sunday What Cha’ Gonna Do for Me                        | — | — | — | — | — | R&B68 (4 Wo.)R&B | — | Erstveröffentlichung: September 1981 Autoren: Alfred McCrary, Andy Fraser, Danny Ironstone, Linda McCrary                                                         |                                                                                      |
| 1981 | Sharing the Love Camouflage                                     | — | — | — | — | US91 (5 Wo.)US | R&B8 (14 Wo.)R&B | — | Erstveröffentlichung: Oktober 1981 mit Rufus Autor: Kevin Murphy                                                                                                  |                                                                                      |
| 1981 | Better Together Camouflage                                      | — | — | — | — | — | R&B68 (5 Wo.)R&B | Dance56 (6 Wo.)Dance | Erstveröffentlichung: November 1981 mit Rufus Autoren: Lalomie Washburn, Tony Maiden                                                                              |                                                                                      |
| 1981 | Secret Friend Camouflage                                        | — | — | — | — | — | —[Dance: ↑] | Dance56 (6 Wo.)Dance | Erstveröffentlichung: November 1981 mit Rufus Autoren: Allee Willis, Bobby Watson, Rene Moore-Angela Winbush, Tony Maiden                                         |                                                                                      |
| 1981 | Music Man (The D. J. Song) Camouflage                           | — | — | — | — | — | —[Dance: ↑] | Dance56 (6 Wo.)Dance | Erstveröffentlichung: November 1981 mit Rufus Autor: David Wolinski, John Robinson                                                                                |                                                                                      |
| 1983 | Got to Be There Chaka Khan                                      | — | — | — | — | US67 (7 Wo.)US | R&B5 (23 Wo.)R&B | — | Erstveröffentlichung: Oktober 1982 Autor: Elliot Willensky |                                                                                      |
| 1983 | Tearin’ It Up Chaka Khan                                        | — | — | — | — | — | R&B48 (8 Wo.)R&B | Dance26 (9 Wo.)Dance | Erstveröffentlichung: März 1983 Autoren: Bunny Sigler, Jane Lumibao                                                                                               |                                                                                      |
| 1983 | Ain’t Nobody Live-stompin’ at the Savoy                         | — | — | — | UK8 ×2Doppelplatin · (16 Wo.)UK | US22 Platin · (19 Wo.)US | R&B1 (27 Wo.)R&B | Dance6 (16 Wo.)Dance | Erstveröffentlichung: Juli 1983 mit Rufus vom Soundtrack des Films Breakin’ Grammy (R&B Vocal Group) Autor: David Wolinski                                        |                                                                                      |
| 1984 | One Million Kisses Live-stompin’ at the Savoy                   | — | — | — | UK86 (2 Wo.)UK | — | R&B37 (11 Wo.)R&B | Dance67 (2 Wo.)Dance | Erstveröffentlichung: Dezember 1983 mit Rufus Autoren: Jeffrey Osborne, Kevin Murphy                                                                              |                                                                                      |
| 1984 | I Feel for You                                                  | DE4 (13 Wo.)DE | AT14 (10 Wo.)AT | CH6 (9 Wo.)CH | UK1 Gold · (16 Wo.)UK | US3 Platin · (26 Wo.)US | R&B1 (21 Wo.)R&B | Dance1 (16 Wo.)Dance | Erstveröffentlichung: August 1984 Rap: Grandmaster Melle Mel Mundharmonika: Stevie Wonder Grammy (R&B Song) + (R&B Female Vocal) Autor und Original: Prince, 1979 |                                                                                      |
| 1985 | This Is My Night I Feel for You                                 | DE47 (7 Wo.)DE | — | — | UK14 (6 Wo.)UK | US60 (9 Wo.)US | R&B11 (14 Wo.)R&B | Dance1 (10 Wo.)Dance | Erstveröffentlichung: Dezember 1984 Autor: Mic Murphy |                                                                                      |
| 1985 | Through the Fire I Feel for You                                 | — | — | — | UK77 (4 Wo.)UK | US60 (19 Wo.)US | R&B15 (17 Wo.)R&B | — | Erstveröffentlichung: März 1985 Autoren: Tom Keane, Debbie Caponetta                                                                                              |                                                                                      |
| 1985 | Eye to Eye I Feel for You                                       | — | — | — | UK16 (7 Wo.)UK | — | — | — | Erstveröffentlichung: April 1985 Autoren: Michael Sembello, Dan Sembello, Don Freeman                                                                             |                                                                                      |
| 1985 | (Krush Groove) Can’t Stop the Street Krush Groove (Soundtrack)  | — | — | — | UK80 (2 Wo.)UK | — | R&B18 (14 Wo.)R&B | Dance30 (5 Wo.)Dance | Erstveröffentlichung: August 1985 vom Soundtrack des Films Krush Groove Autoren: Charlie Midnight, Dan Hartman                                                    |                                                                                      |
| 1985 | Own the Night Miami Vice – Music from the Television Series     | — | — | — | — | US57 (9 Wo.)US | R&B66 (9 Wo.)R&B | — | Erstveröffentlichung: November 1985 vom Soundtrack der TV-Serie Miami Vice Autoren: Franne Golde, M. D. Lauria, Marti Sharron                                     |                                                                                      |
| 1986 | The Other Side of the World Destiny                             | — | — | — | — | — | R&B81 (4 Wo.)R&B | — | Erstveröffentlichung: März 1986 vom Soundtrack des Films White Nights Autoren: B. A. Robertson, Michael Rutherford                                                |                                                                                      |
| 1986 | Love of a Lifetime Destiny                                      | — | — | — | UK52 (4 Wo.)UK | US53 (12 Wo.)US | R&B21 (13 Wo.)R&B | Dance11 (9 Wo.)Dance | Erstveröffentlichung: Juni 1986 Autoren: David Gamson, Green Gartside                                                                                             |                                                                                      |
| 1986 | Tight Fit Destiny                                               | — | — | — | — | — | R&B28 (13 Wo.)R&B | — | Erstveröffentlichung: Oktober 1986 Autoren: Bunny Sigler, Marvin Morrow                                                                                           |                                                                                      |
| 1987 | Earth to Mickey Destiny                                         | — | — | — | — | — | R&B93 (3 Wo.)R&B | — | Erstveröffentlichung: Februar 1987 Autor: Charlie Singleton |                                                                                      |
| 1988 | It’s My Party C. K.                                             | — | — | — | UK71 (4 Wo.)UK | — | R&B5 (16 Wo.)R&B | — | Erstveröffentlichung: Oktober 1988 Autoren: Cecil Womack, Linda Womack                                                                                            |                                                                                      |
| 1989 | Baby Me C. K.                                                   | — | — | — | — | — | R&B12 (15 Wo.)R&B | — | Erstveröffentlichung: Januar 1989 Autoren: Billy Steinberg, Holly Knight                                                                                          |                                                                                      |
| 1989 | I’m Every Woman (Remix) Life Is a Dance – The Remix Project     | — | — | — | UK8 (8 Wo.)UK | — | — | Dance1 (11 Wo.)Dance | Erstveröffentlichung: April 1989 Remix: Dancin’ Danny D Dance-Chart-Angabe inkl. aller Album-Cuts                                                                 |                                                                                      |
| 1989 | Ain’t Nobody (Remix) Life Is a Dance – The Remix Project        | DE9 (21 Wo.)DE | — | — | UK6 (9 Wo.)UK | — | —[Dance: ↑] | Dance1 (11 Wo.)Dance | Erstveröffentlichung: Juni 1989 Remix: Frankie Knuckles Dance-Chart-Angabe inkl. aller Album-Cuts                                                                 |                                                                                      |
| 1989 | I Feel for You (Remix) Life Is a Dance – The Remix Project      | — | — | — | UK45 (2 Wo.)UK | — | —[Dance: ↑] | Dance1 (11 Wo.)Dance | Erstveröffentlichung: Juni 1989 Remix: Paul Simpson Dance-Chart-Angabe inkl. aller Album-Cuts                                                                     |                                                                                      |
| 1989 | I’ll Be Good to You Back on the Block                           | DE28 (13 Wo.)DE | — | — | — | US18 (16 Wo.)US | R&B1 (17 Wo.)R&B | Dance1 (13 Wo.)Dance | Erstveröffentlichung: Oktober 1989 Quincy Jones feat. Chaka Khan und Ray Charles Grammy (R&B Vocal Group) Autoren: George Johnson, Louis Johnson, Sonora Sam      |                                                                                      |
| 1990 | The Place You Find Love Back on the Block                       | — | — | — | — | — | R&B37 (11 Wo.)R&B | — | Erstveröffentlichung: Juli 1990 Quincy Jones feat. Siedah Garrett und Chaka Khan                                                                                  |                                                                                      |
| 1992 | Love You All My Lifetime The Woman I Am                         | — | — | — | UK49 (3 Wo.)UK | US68 (9 Wo.)US | R&B2 (18 Wo.)R&B | Dance1 (10 Wo.)Dance | Erstveröffentlichung: März 1992 Autoren: Felix Weber, Irmgard Klarmann                                                                                            |                                                                                      |
| 1992 | You Can Make the Story Right The Woman I Am                     | — | — | — | — | — | R&B8 (19 Wo.)R&B | — | Erstveröffentlichung: Juni 1992 Autoren: Gabrielle Goodman, Wayne Brathwaite                                                                                      |                                                                                      |
| 1992 | I Want The Woman I Am                                           | — | — | — | — | — | R&B62 (9 Wo.)R&B | — | Erstveröffentlichung: Oktober 1992 Autoren: Donald Bowden, James McKinney, Janice Dempsey                                                                         |                                                                                      |
| 1993 | Feels Like Heaven World Falling Down                            | — | — | — | — | US71 (8 Wo.)US | — | — | Erstveröffentlichung: Januar 1993 mit Peter Cetera Autoren: Kit Hain, Mark Goldenberg                                                                             |                                                                                      |
| 1993 | Don’t Look at Me That Way The Woman I Am                        | — | — | — | UK73 (1 Wo.)UK | — | — | — | Erstveröffentlichung: Juli 1993 Autor: Diane Warren |                                                                                      |
| 1995 | Watch What You Say Jazzmatazz Volume II: The New Reality        | — | — | — | — | US28 (3 Wo.)US | R&B93 (5 Wo.)R&B | — | Erstveröffentlichung: August 1995 Guru feat. Chaka Khan Text: Chaka Khan, Damian Holland, Keith Elam Musik: Branford Marsalis, Chris Martin, Keith Elam           |                                                                                      |
| 1996 | My Funny Valentine Waiting to Exhale: Original Soundtrack Album | — | — | — | — | — | R&B66 (3 Wo.)R&B | — | Erstveröffentlichung: Februar 1996 vom Soundtrack des Films Warten auf Mr. Right Autoren: Richard Rodgers, Lorenz Hart Original: Mitzi Green, 1937                |                                                                                      |
| 1996 | Missing You Set It Off (O. S. T.)                               | — | — | — | — | US25 (20 Wo.)US | R&B10 (27 Wo.)R&B | — | Erstveröffentlichung: August 1996 mit Brandy, Tamia und Gladys Knight vom Soundtrack zum Kinofilm Set It Off                                                      |                                                                                      |
| 1996 | Never Miss the Water Epiphany: The Best of Chaka Khan           | — | — | — | UK59 (2 Wo.)UK | — | R&B36 (19 Wo.)R&B | Dance1 (17 Wo.)Dance | Erstveröffentlichung: November 1996 feat. Me’Shell Ndegeocello Autoren: Charlie Mole, Gerry DeVeaux                                                               |                                                                                      |
| 2000 | All Good? Art Official Intelligence: Mosaic Thump               | DE76 (9 Wo.)DE | — | CH64 (9 Wo.)CH | UK33 (3 Wo.)UK | US96 (3 Wo.)US | R&B41 (16 Wo.)R&B | Dance17 (10 Wo.)Dance | Erstveröffentlichung: Oktober 2000 De La Soul feat. Chaka Khan Autoren: Chaka Khan, Dave Jolicoeur, Kelvin Mercer, Vincent Mason                                  |                                                                                      |
| 2004 | I’m Every Woman / Ain’t Nobody The Platinum Collection          | — | — | — | UK80 (3 Wo.)UK | — | — | — | Erstveröffentlichung: August 2004 |                                                                                      |
| 2007 | Angel Funk This                                                 | — | — | — | — | — | R&B26 (28 Wo.)R&B | — | Erstveröffentlichung: August 2007 Autoren: Chaka Khan, J. Q. Wright                                                                                               |                                                                                      |
| 2007 | Disrespectful Funk This                                         | — | — | — | — | — | — | Dance1 (12 Wo.)Dance | Erstveröffentlichung: September 2007 feat. Mary J. Blige Autor: Mary J. Blige                                                                                     |                                                                                      |
| 2007 | You Belong to Me Funk This                                      | — | — | — | — | — | R&B63 (7 Wo.)R&B | — | Erstveröffentlichung: November 2007 feat. Michael McDonald Autoren: Michael McDonald, Carly Simon                                                                 |                                                                                      |
| 2008 | One for All Time Funk This                                      | — | — | — | — | — | R&B35 (19 Wo.)R&B | — | Erstveröffentlichung: Januar 2008 Autoren: Chaka Khan, J. Harris III, T. Lewis, B. R. Avila, J. Q. Wright, J. Najera                                              |                                                                                      |
| 2013 | It’s Not Over –                                                 | — | — | — | — | — | — | Dance7 (12 Wo.)Dance | Erstveröffentlichung: Februar 2013 feat. LeCrae Autoren: Chaka Khan, LeCrae, Mark Stevens, Mischke, Ron "NEFF-U" Feemstar                                         |                                                                                      |
| 2018 | Like Sugar Hello Happiness                                      | — | — | — | UK82 (5 Wo.)UK | — | — | — | Erstveröffentlichung: Juni 2018 Autoren: Chaka Khan, David Taylor (DJ Swift), Sarah Ruba                                                                          |                                                                                      |

Weitere Singles
| - 1976: Have a Good Time (mit Rufus) - 1978: Dreaming as One (Blood, Sweat & Tears feat. Chaka Khan) - 1981: Heed the Warning - 1981: I Know You, I Live You - 1982: Best in the West - 1982: No See, No Cry - 1988: The Spirit of Love (Average White Band feat. Chaka Khan und Ronnie Laws) - 1989: Soul Talkin’ - 1990: Our Day Will Come (Edwin Starr feat. Chaka Khan) - 1992: Give Me All - 1993: Between the Sheets (Fourplay feat. Chaka Khan und Nathan East) | - 1994: Facts of Love - 1994: Miles Blowin’ - 1995: Love Me Still - 1995: Love Is Strange (Phil Upchurch mit Chaka Khan) - 1997: Number One (Uwe Sandner feat. Chaka Khan) - 1997: On and On (Man Doki mit Ian Anderson, Nik Kershaw, Jack Bruce, Bobby Kimball, Chaka Khan, Guru und David Clayton-Thomas) - 1997: The Journey Is Long (Man Doki mit Chaka Khan) - 1998: Spoon - 1998: Don’t Talk 2 Strangers - 2007: Mr. Paganini (mit Natalie Cole) |

## Videoalben
- 2000: The Jazz Channel Presents Chaka Khan
- 2000: BET on Jazz
- 2003: The Signature Diva Live
- 2003: In Concert
- 2005: Great Women Singers of the 20th Century: Chaka Khan
- 2008: All The Hits Live
- 2008: Live
- 2008: Greatest Hits Live
- 2008: One Classic Night
- 2009: Chaka Khan
- 2013: Live in Malibu

## Statistik

### Chartauswertung
|                     | DE    | CH    | UK    | US     | R&B      |
| ------------------- | ----- | ----- | ----- | ------ | -------- |
| Nummer-eins-Alben   | DE—DE | CH—CH | UK—UK | US—US  | R&B4R&B  |
| Top-10-Alben        | DE—DE | CH—CH | UK—UK | US3US  | R&B14R&B |
| Alben in den Charts | DE2DE | CH3CH | UK7UK | US21US | R&B21R&B |

|                       | DE    | AT    | CH    | UK     | US     | R&B      | Dance        |
| --------------------- | ----- | ----- | ----- | ------ | ------ | -------- | ------------ |
| Nummer-eins-Singles   | DE—DE | AT—AT | CH—CH | UK1UK  | US—US  | R&B9R&B  | Dance7Dance  |
| Top-10-Singles        | DE2DE | AT—AT | CH1CH | UK4UK  | US4US  | R&B22R&B | Dance11Dance |
| Singles in den Charts | DE5DE | AT1AT | CH2CH | UK18UK | US26US | R&B53R&B | Dance21Dance |

### Auszeichnungen für Musikverkäufe
| Goldene Schallplatte - Japan - 1985: für das Album I Feel for You - Kanada - 2023: für die Single Ain’t Nobody | Platin-Schallplatte - Neuseeland - 1997: für die Single Missing You |

Anmerkung: Auszeichnungen in Ländern aus den Charttabellen bzw. Chartboxen sind in ebendiesen zu finden.
| Land/RegionAuszeichnungen für Musikverkäufe (Land/Region, Auszeichnungen, Verkäufe, Quellen) | Gold       | Platin     | Verkäufe   | Quellen                   |
| -------------------------------------------------------------------------------------------- | ---------- | ---------- | ---------- | ------------------------- |
| Japan (RIAJ)                                                                                 | Gold1      | —          | 100.000    | Einzelnachweise           |
| Kanada (MC)                                                                                  | Gold1      | —          | 40.000     | musiccanada.com           |
| Neuseeland (RMNZ)                                                                            | —          | Platin1    | 10.000     | aotearoamusiccharts.co.nz |
| Vereinigte Staaten (RIAA)                                                                    | 11× Gold11 | 4× Platin4 | 10.500.000 | riaa.com                  |
| Vereinigtes Königreich (BPI)                                                                 | 5× Gold5   | 2× Platin2 | 2.300.000  | bpi.co.uk                 |
| Insgesamt                                                                                    | 18× Gold18 | 7× Platin7 |            |                           |